# Celler del Sindicat de Vinaters de Montblanc
El Celler del Sindicat de Vinaters de Montblanc és un edifici del municipi de Montblanc (Conca de Barberà) protegida com a bé cultural d'interès local. Fou una obra projectada per l'arquitecte modernista Cèsar Martinell i Brunet.

## Descripció
Situat entre el ferrocarril i el carrer de la Muralla de Santa Tecla, és format per una gran nau dividida en tres crugies, cobertes amb encavallades de fusta i teulada a dues vessants, dues per a sala de tines i la tercera per a l'elaboració; aquesta darrera comunicava amb el moll de descàrrega cobert per un terrat, damunt del qual s'aixecà la torre del dipòsit de l'aigua, assentat sobre arcs de maó i coronat amb teulada cònica i una bola decorativa.
A l'interior, la separació entre el sector central i els dos laterals es fa mitjançant pilars (de planta quadrada o cruciforme) i arcs són de maó, que suporten encavallades de fusta. Per damunt dels arcs els murs són arrebossats. A l'exterior es combina la pedra, el paredat arrebossat i el maó vist. La façana paral·lela a la via del tren, centrada per un portal adovellat gòtic (reaprofitat), és dividida en tres sectors longitudinals: l'inferior fet de pedra, el segon, de paredat arrebossat i el superior format per una galeria d'arcs fets de maó, que s'agrupen en set cossos que es corresponen amb pilars de l'interior; el cos central, situat a la vertical de la porta, acaba amb un coronament mixtilini amb boles decoratives.
És un celler d'estil modernista-noucentista fet de maó vist i a la façana posterior, que dona a la carretera, hi destaca el dipòsit elevat damunt quatre peus inclinats de maó vist. La porta principal està feta amb les dovelles de l'antiga Plebania. La sala d'estibatge és de 20 x 25 m. És adossada, a ponent, la sala de màquines i també el moll de descàrrega, que s'esglaona en tres nivells descendents des del moll. La sala d'estibatge està dividida en tres cossos paral·lels. Les cobertes són amb pilars i arcs equilibrats de maó vist que suporten encavallades i cobertes de teulada a dues vessants. Conté 24 tines de ciment i 17 cups. La façana incorpora una porta dovellada procedent de l'antiga presó de Montblanc.

## Història
L'Associació Agrícola de Montblanc es va constituir en sindicat de Vinyaters l'any 1919, que va encarregar la construcció del celler a Cèsar Martinell; el 1922, el celler era acabat. L'inici de la nova construcció va coincidir amb l'enderroc de l'edifici de l'antiga presó de Montblanc, la porta del qual -de mig punt adovellada- fou reaprofitada, de manera que el traçat de la façana es va fer tenint en compte aquest element, que va influir en l'orientació estilística de l'edifici en una població d'arrels gòtiques.
L'any 1945 el mateix arquitecte feu una ampliació i construí una nau igual que la ja existent a continuació de la façana; i el 1956 afegí una altra nau per a molí d'oli. Posteriorment, la dècada dels seixanta, es van construir dos magatzems i el 1994 s'hi va construir una cava.